# Хиден Вали Лејк (Калифорнија)
Хиден Вали Лејк (енгл. Hidden Valley Lake) насељено је место без административног статуса у америчкој савезној држави Калифорнија.

## Демографија
По попису из 2010. године број становника је 5.579, што је 1.802 (47,7%) становника више него 2000. године.
| Група             | 2000.         | 2010.         |
| Белци             | 3.341 (88,5%) | 4.514 (80,9%) |
| Афроамериканци    | 27 (0,7%)     | 63 (1,1%)     |
| Азијати           | 28 (0,7%)     | 75 (1,3%)     |
| Хиспаноамериканци | 255 (6,8%)    | 733 (13,1%)   |
| Укупно            | 3.777         | 5.579         |